# Innerer Matthäusfriedhof

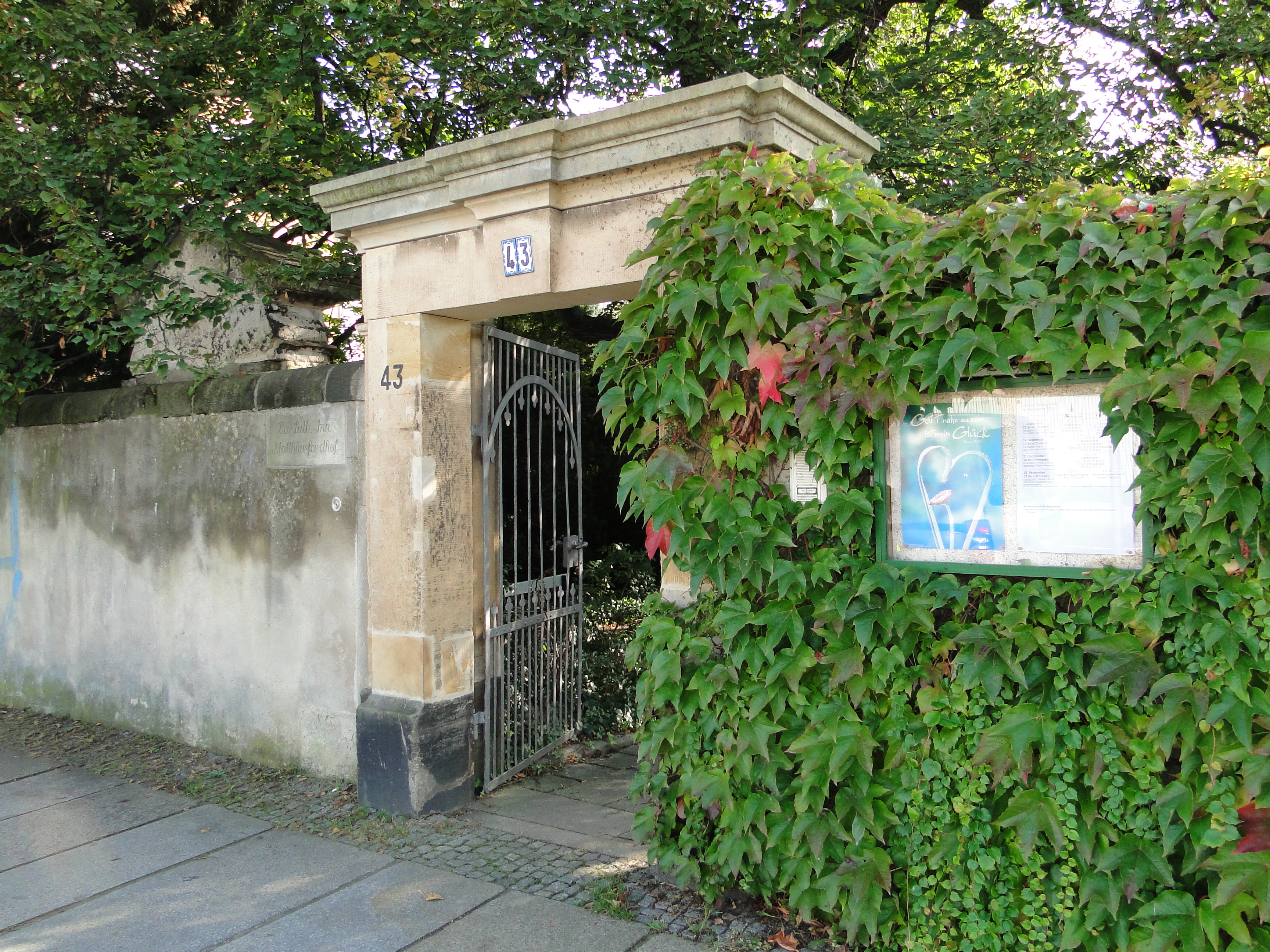
Haupteingang des Inneren Matthäusfriedhofs

Der Innere Matthäusfriedhof ist einer von zwei Matthäusfriedhöfen der Stadt Dresden. Er liegt in der Friedrichstadt in unmittelbarer Nähe zur Matthäuskirche und gehört zu den kleinen Friedhöfen der Stadt.

## Geschichte

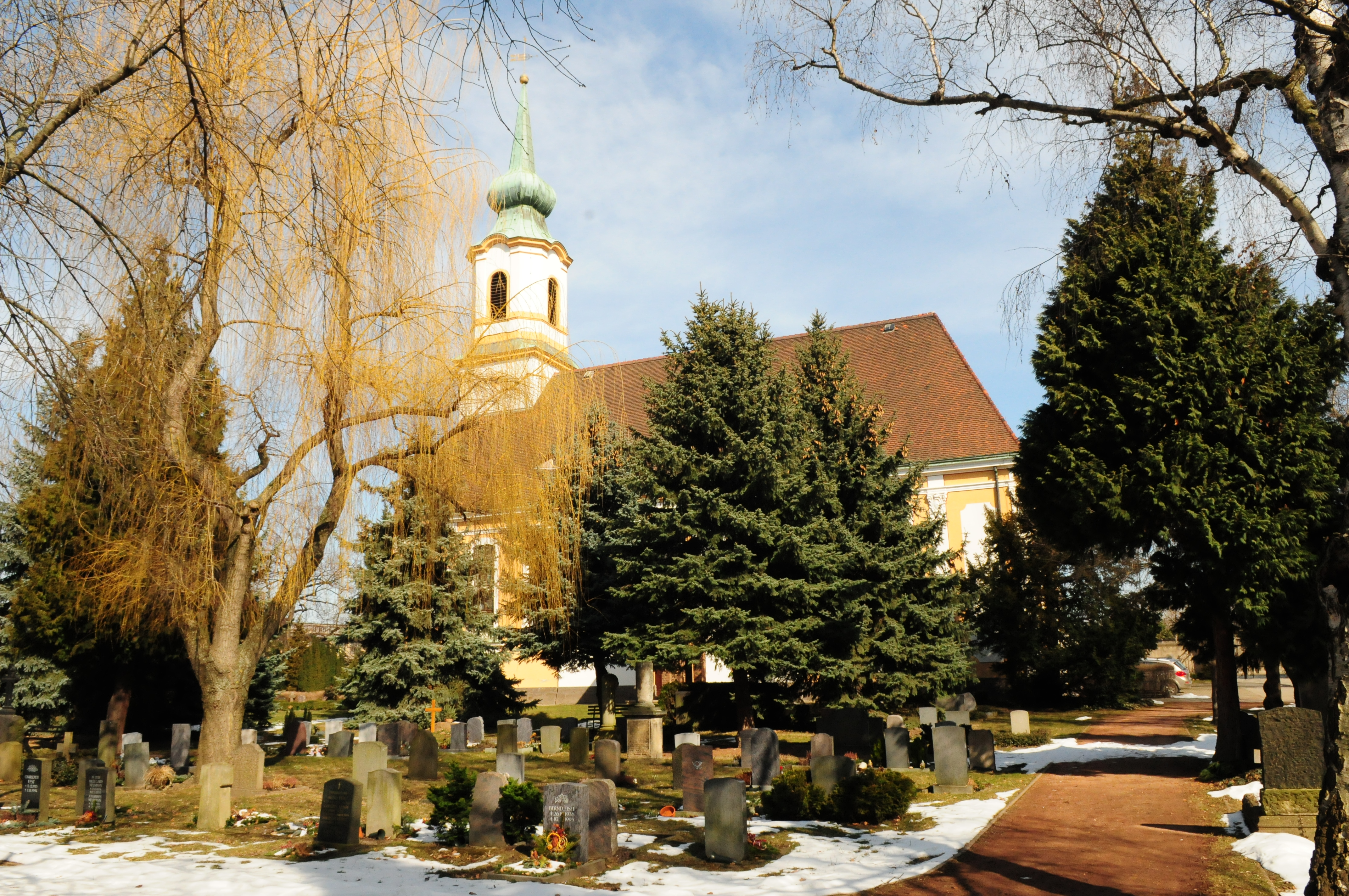
Matthäusfriedhof und -kirche im März 2013

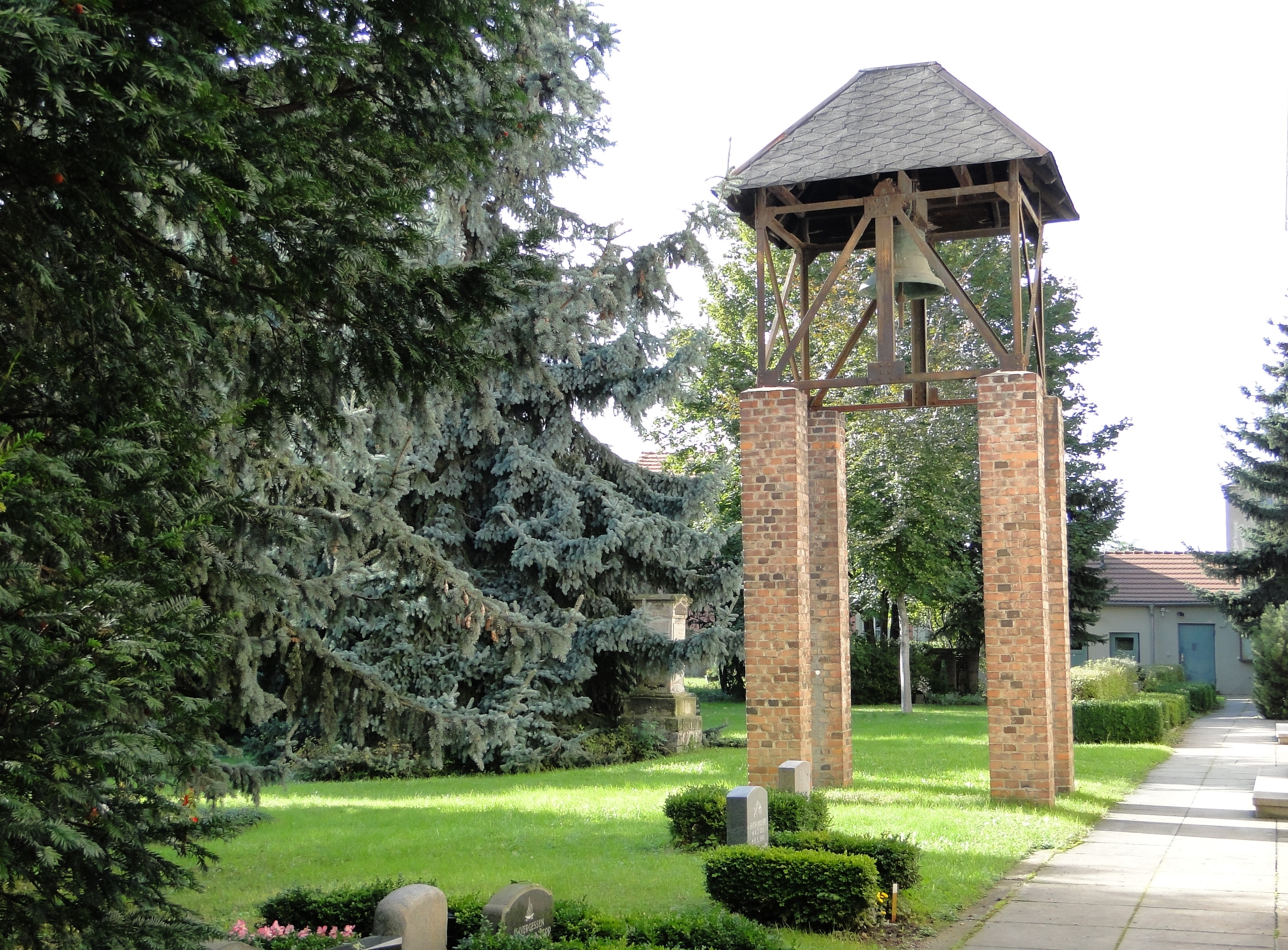
Glockenturm auf dem Friedhofsgelände

Die damals Neustadt-Ostra genannte Vorstadt (Friedrichstadt) wurde 1724 aus der Annenkirchgemeinde ausgepfarrt und als Kirchgemeinde eigenständig. Spätestens im Folgejahr wurde der heutige Innere Matthäusfriedhof für die Mitglieder der Kirchgemeinde angelegt; die ältesten Totenbücher stammen aus dem Jahr 1725. Er ist damit fast so alt wie der Alte Katholische Friedhof, der 1724 in unmittelbarer Nähe geweiht wurde. Im Gegensatz zum Alten Katholischen Friedhof haben sich auf dem Inneren Matthäusfriedhof nur wenige und deutlich schlichtere Grabstätten aus dem 18. Jahrhundert erhalten, was auf die soziale Struktur der Friedrichstadt zurückzuführen ist.
Der als einfaches Rechteck konzipierte Innere Matthäusfriedhof wurde bereits kurz nach seiner Anlage umbaut: Ab 1728 errichtete Matthäus Daniel Pöppelmann auf dem nördlichen Teil des Grundstücks die Matthäuskirche. Direkt an das Friedhofsgelände schloss sich im Osten zudem das ab 1727 errichtete Palais Brühl-Marcolini (seit 1849 Krankenhaus Dresden-Friedrichstadt) an. Durch den Ausbau der Friedrichstadt und den Krankenhausbetrieb erwies sich der nur 1,14 Hektar große, im Herzen des Stadtteils liegende, Friedhof im Laufe des 19. Jahrhunderts als zu klein und war 1875 schließlich überbelegt. Bereits 1851 wurde daher der Äußere Matthäusfriedhof angelegt, der bis 1880 zwei Mal erweitert wurde und seit 1983 stillgelegt ist.
Während der Bombardierung Dresdens im Februar 1945 wurde die auf dem Grundstück des Friedhofs stehende Matthäuskirche getroffen und brannte aus. Gottesdienste fanden bis zur Wiederweihe der Kirche im Jahr 1978 in der schlichten, eingeschossigen Feierhalle des Friedhofs an der Westseite statt. Ein in diesem Zusammenhang errichteter Glockenturm stand bis 2016 und ist heute leider nicht mehr erhalten.
Neben seiner Funktion als Beisetzungsstätte hat das Gelände auch aufgrund des reichen Baumbestandes Bedeutung für den Stadtteil und wird auch als „grüne Lunge der Friedrichstadt“ bezeichnet. Träger des Inneren Matthäusfriedhofs ist die Evangelisch-lutherische Annen-Matthäuskirchgemeinde.

## Grabstätten
Auf dem Friedhof haben sich verschiedene Grabsteine des 18. und 19. Jahrhunderts erhalten, die unter Denkmalschutz stehen. An der Westmauer des Friedhofs sind Reste einfacher Schwibbogengräber erhalten. Neben Wandgräbern und einfacher Erdbestattung gibt es auf dem Inneren Matthäusfriedhof auch Urnengrabanlagen.
Cornelius Gurlitt hob um 1900 unter anderem das Grabmal von Karl August Manitius (1801–1854) hervor, das als Familiengrabstätte um 1808 errichtet wurde und ein „klassicistisches Werk im Stile Pettrichs“ sei. Es wird Friedrich Andreas Ullrich zugeschrieben und die Figurengruppe als Wiedersehen im Jenseits benannt. Friedrich Press schuf das Grabkreuz für das Grabmal des Kaufmanns Fritz Reinhold Kiefer (1882–1932). Es wurde von den Erben Kiefers vom Friedhof entfernt.

## Beigesetzte Persönlichkeiten

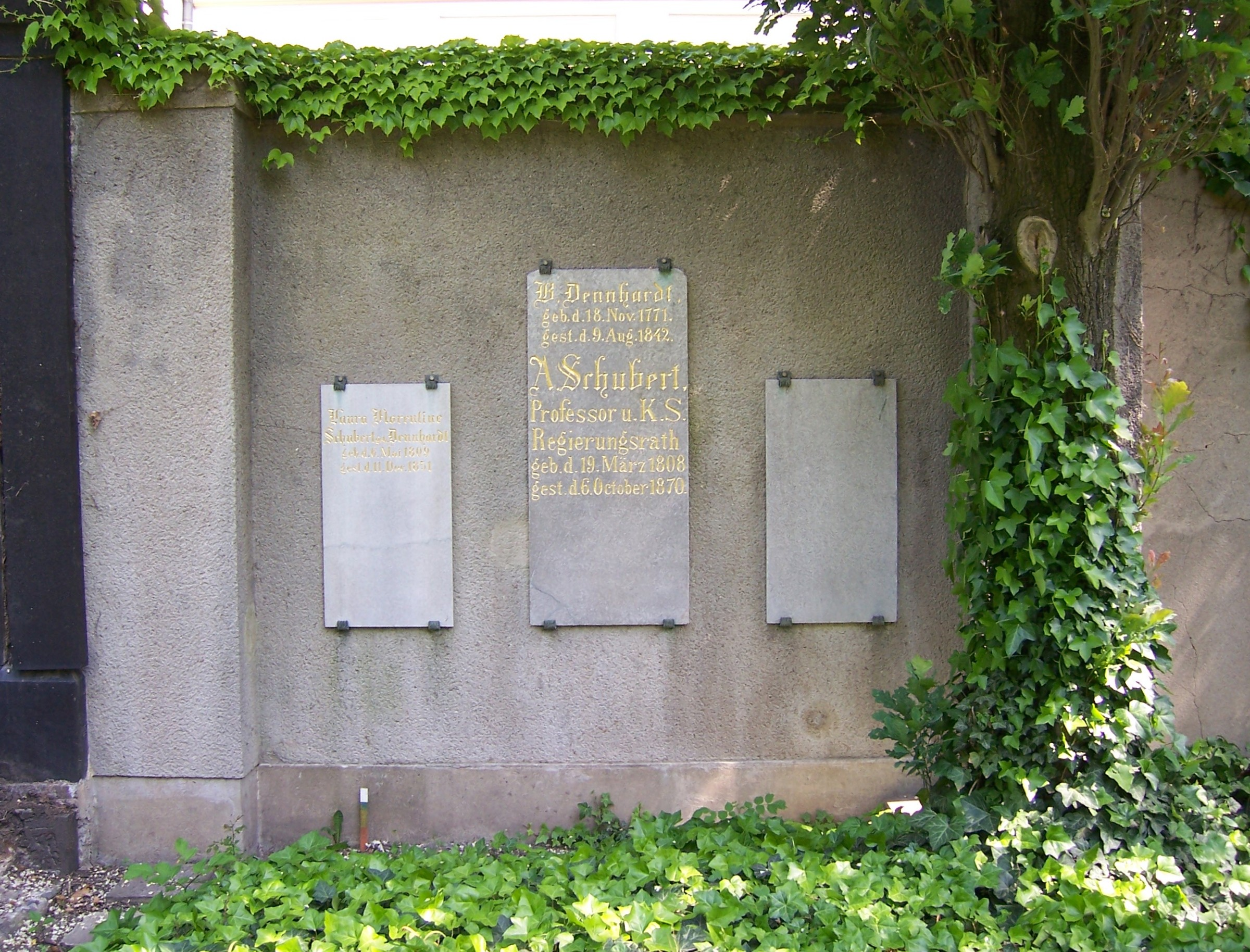
Grab von Johann Andreas Schubert

- Johann Ludwig Bramsch (1811–1877), Unternehmer und Fabrikbesitzer
- Karl Wilhelm Clauss (1829–1894), Gründer der Technischen Lehranstalten, Erfinder des „Hitzefreis“
- Carl Ludwig Großmann (1876–1945), Direktor der Städtischen Sammlungen Dresden
- Georg Moritz Heyde (1810–1886), Stenograf
- Werner Hornuff (1924–2013), Kammervirtuose
- Karl August Manitius (1801–1854), Dichter und Philosoph
- Johann Theodor Schmiedel (1831–1906), Politiker
- Peter Schreier (1935–2019), Sänger
- Johann Andreas Schubert (1808–1870), Ingenieur, Konstrukteur der ersten deutschen Dampflokomotive „Saxonia“
- Richard Seyffarth (1906–1985), Porzellanrestaurator
- Wilhelm Walther (1826–1913), Schöpfer des Fürstenzugs

Nicht erhalten ist das Grab des Malers Carl Gottlieb Peschel. Die Pöppelmann-Gruft, in der unter anderem Matthäus Daniel Pöppelmann beigesetzt wurde, befindet sich in der Matthäuskirche.